# Karl Etzel

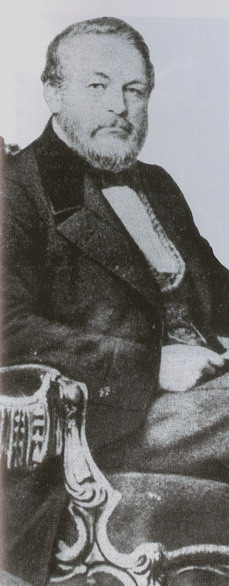
Karl von Etzel

Karl (von) Etzel, född 6 januari 1812 i Stuttgart, död 2 maj 1865 i Kemmelbach, var en tysk järnvägsingenjör och arkitekt.
Efter att ha utbildat sig till arkitekt reste han 1835 till Paris, där han snart knöts till järnvägsbygget till Saint-Germain-en-Laye under Émile Clapeyrons ledning, och efter en studieresa till England, till Versaillesbanan. År 1838 återvände han till Württemberg, men flyttade kort därefter till Wien, där han tillsammans med Ludwig Förster verkade som arkitekt i några år.
År 1843 inträdde han i württembergsk statstjänst och projekterade och utförde det första järnvägsnätet där, och 1852 kallades han till Basel, där han övertog ledningen för det schweiziska centralbanebolagets anläggning med dess många broar, tunnlar (Sillbron i Sankt Gallen, Aarebroarna vid Olten och Bern, Haunsteintunneln). Därefter kallades han till Wien för att som direktör leda sydbanebolagets anläggning, där han förutom många andra järnvägar projekterade och byggde Brennerbanan, vars fullbordande han dock inte fick uppleva. 